# Roter Turm des Todes

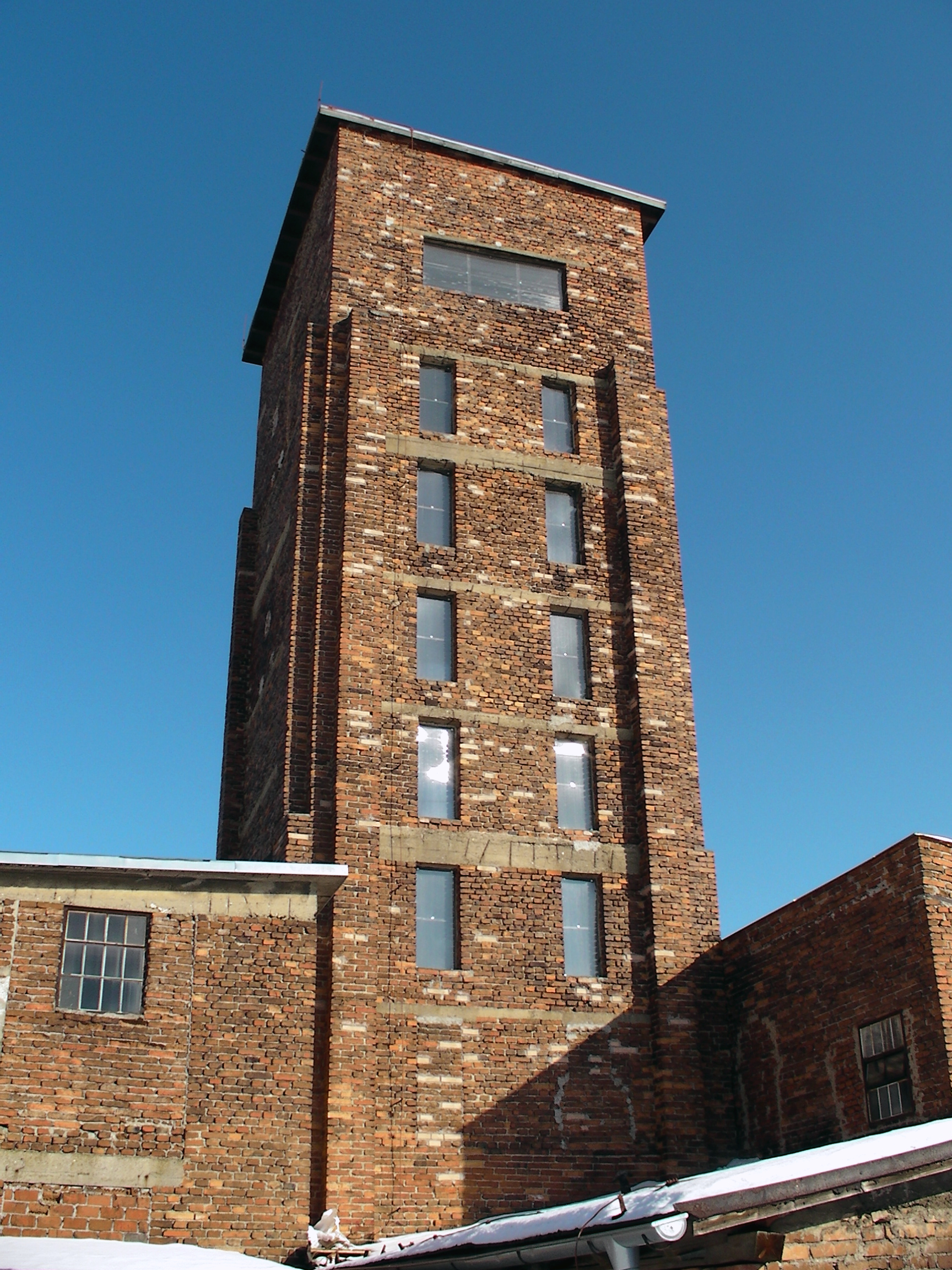
Der „Rote Turm des Todes“

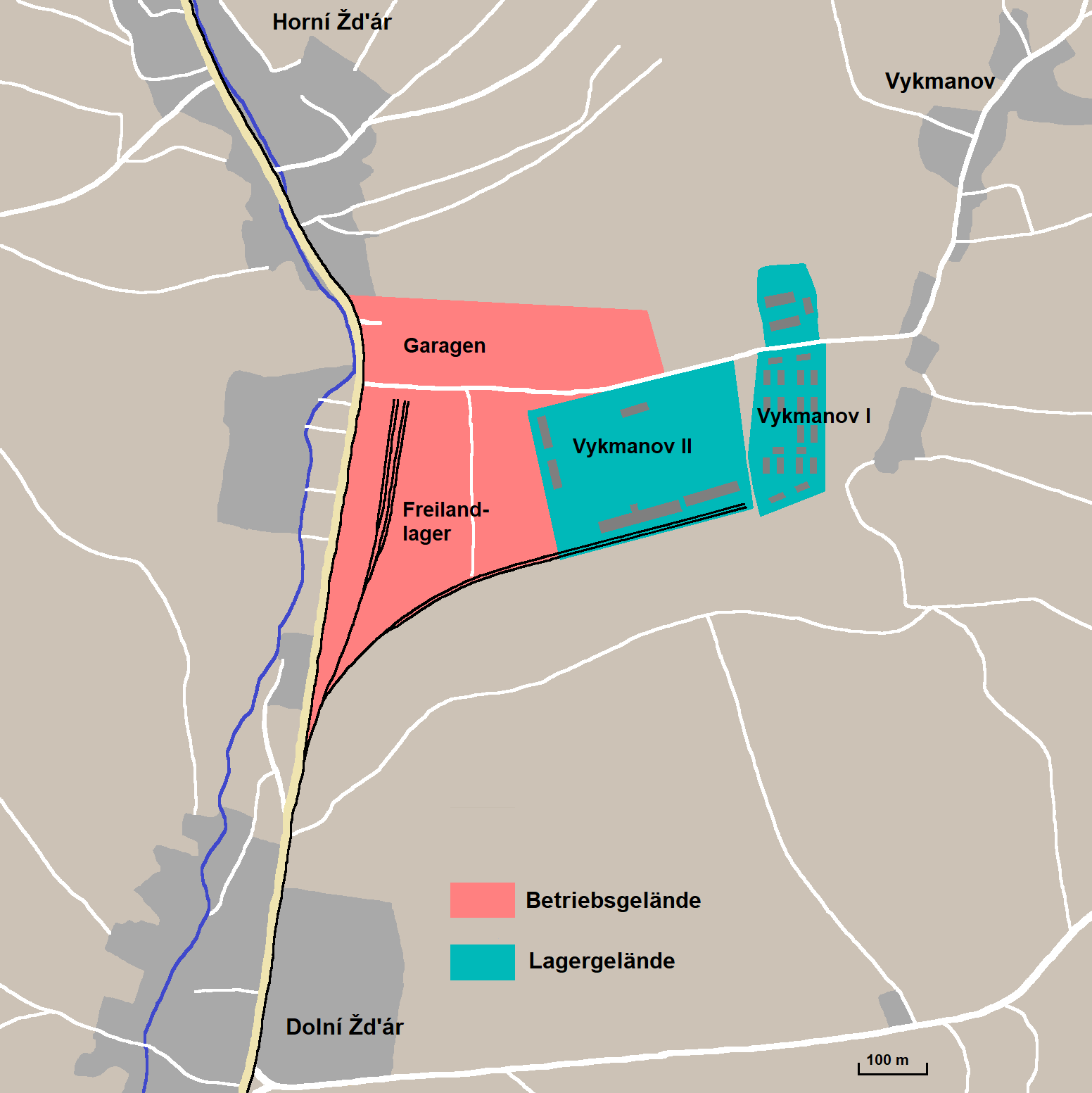
Lage der Strafgefangenenlager Vykmanov I und II

Der sogenannte „Rote Turm des Todes“ (tschechisch Rudá věž smrti) ist eine ehemalige Anlage zum Sammeln, Beproben und Versandfertigmachen von Uranerzen mit Urangehalten über 1 % bei Ostrov nad Ohří, südlich von Jáchymov. Die noch vorhandenen Teile der Anlage sind seit 2009 nationales Kulturdenkmal der Tschechischen Republik. Aufgrund der vielen Todesfälle wurde der Turm als „Roter Turm des Todes“ bezeichnet; „rot“ meinte sowohl die Farbe des Bauwerks als auch die symbolische Farbe des kommunistischen Regimes.

## Geschichte
Von 1951 bis 1956 war die Anlage der zentrale Sortier- und Beprobungsbetrieb für Uranerze der staatlichen tschechoslowakischen Bergbaugesellschaft Jáchymovské doly. Analog zur Zeche 50 der Wismut AG/SDAG in Aue wurden hier die Reicherze mit Gehalten über 1 % Uran beprobt und sortiert. Die ärmeren Joachimsthaler Erze wurden in der Aufbereitungsanlage am Schacht Elias in Joachimsthal nassmechanisch aufbereitet. Die mit LKWs angelieferten Erze mussten zur Berechnung des Erzgehaltes beprobt werden. Nach manueller Sortierung wurde das Erz gebrochen und bis auf eine Körnung von ≤5 mm gemahlen. Danach wurde es manuell und radiometrisch in verschiedene Klassen sortiert. Erze mit Gehalten von 3–10 % Uran wurden zu 60 kg in Holzkisten verpackt. Erze mit Gehalten von 1–3 % wurden zu 80 kg in Metallfässer verpackt. Unter diesen Gehalten liegendes Erz wurde in Jutesäcke verpackt. Das Erz wurde über den Bahnanschluss des Betriebes an die Bahnstrecke Ostrov–Joachimsthal zum Bahnhof Ostrov transportiert. Von hier aus ging es mit der Eisenbahn in die Sowjetunion.  Arbeitskräfte waren hier wie in allen tschechoslowakischen Urangruben und -aufbereitungen Sträflinge. Der heute noch stehende Turm war der Vorratsbunker.

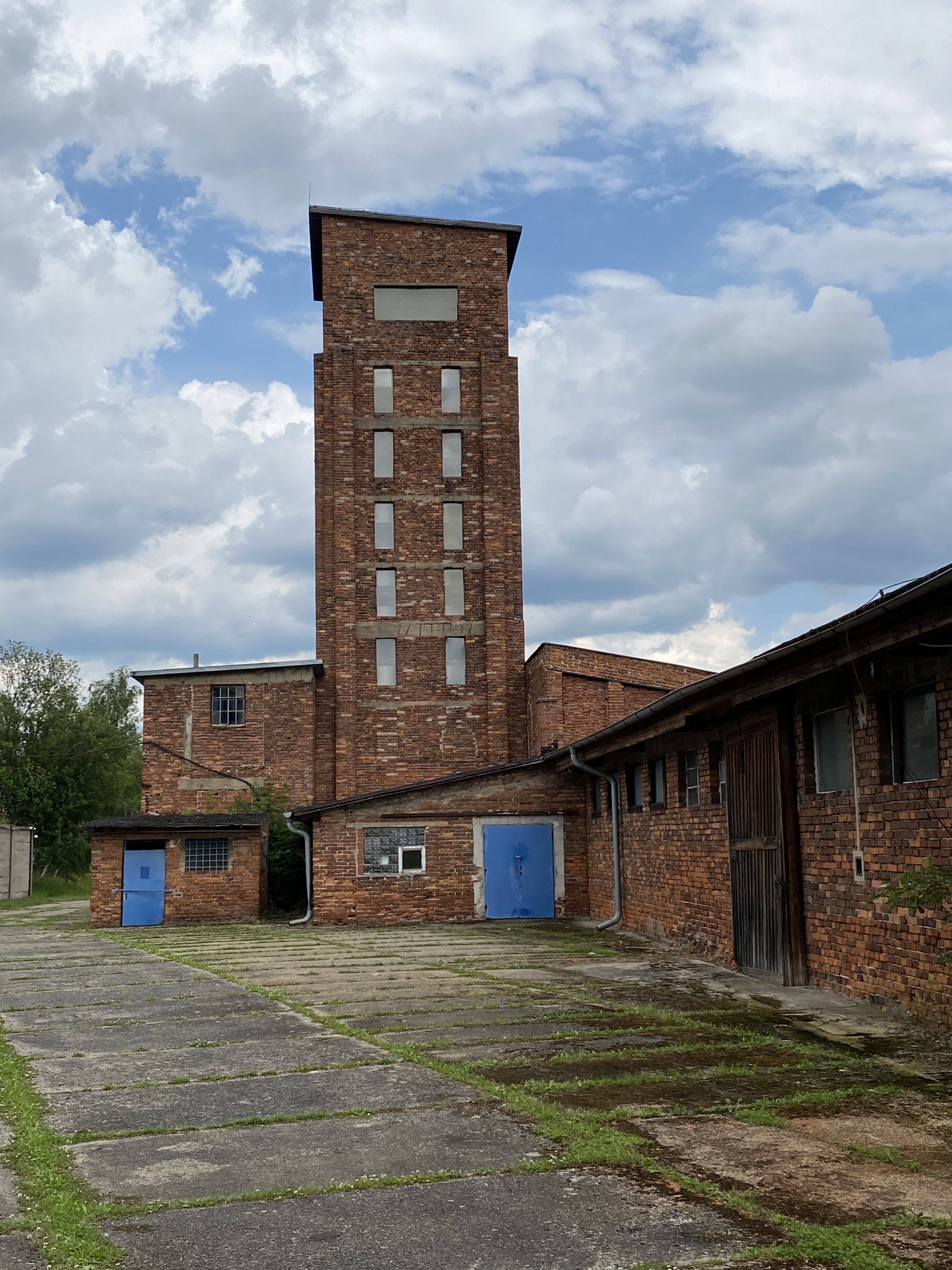
Turm von Westen (2021)
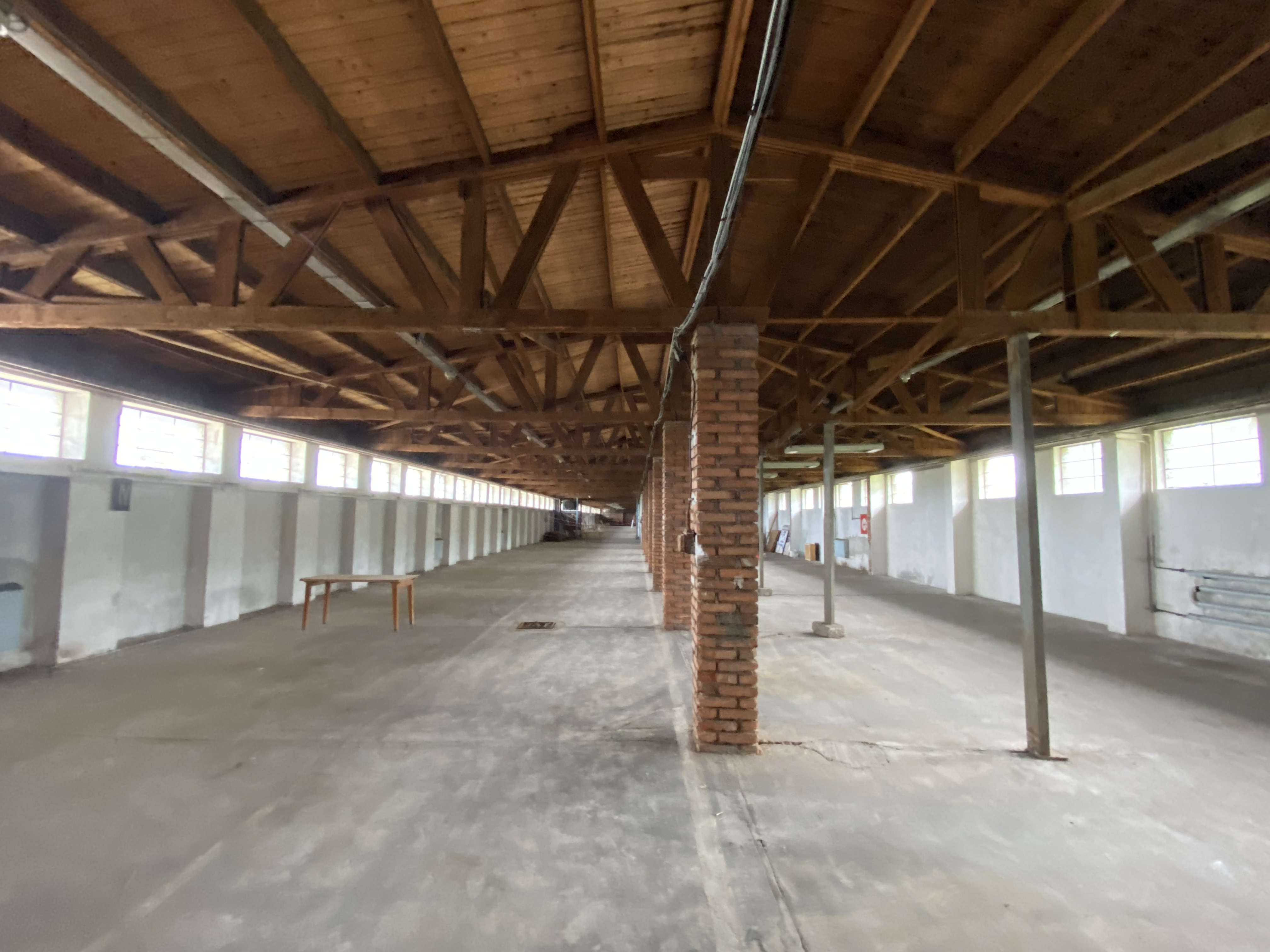
Blick ins Nebengebäude (2021)
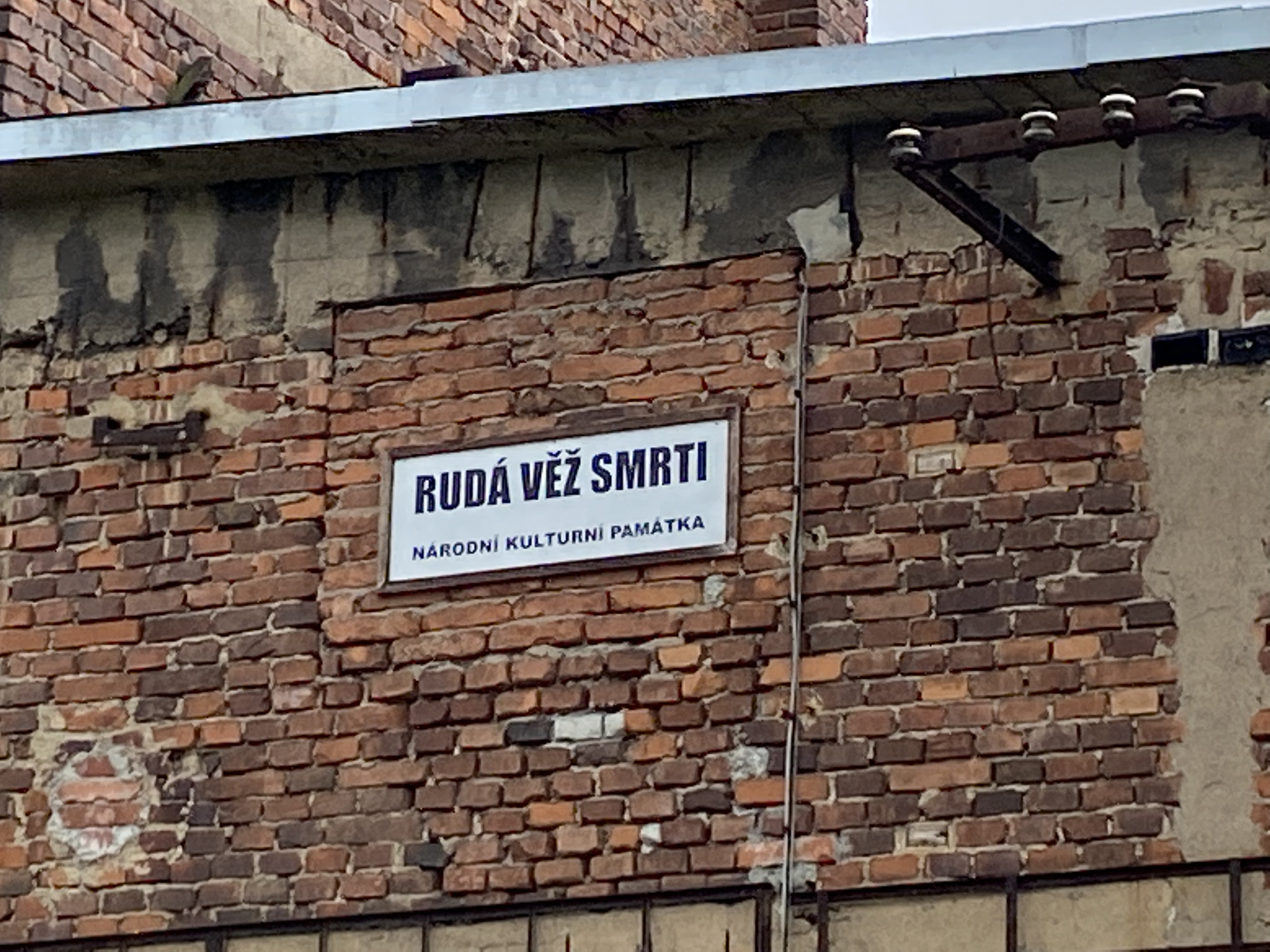
Infotafel (2021)
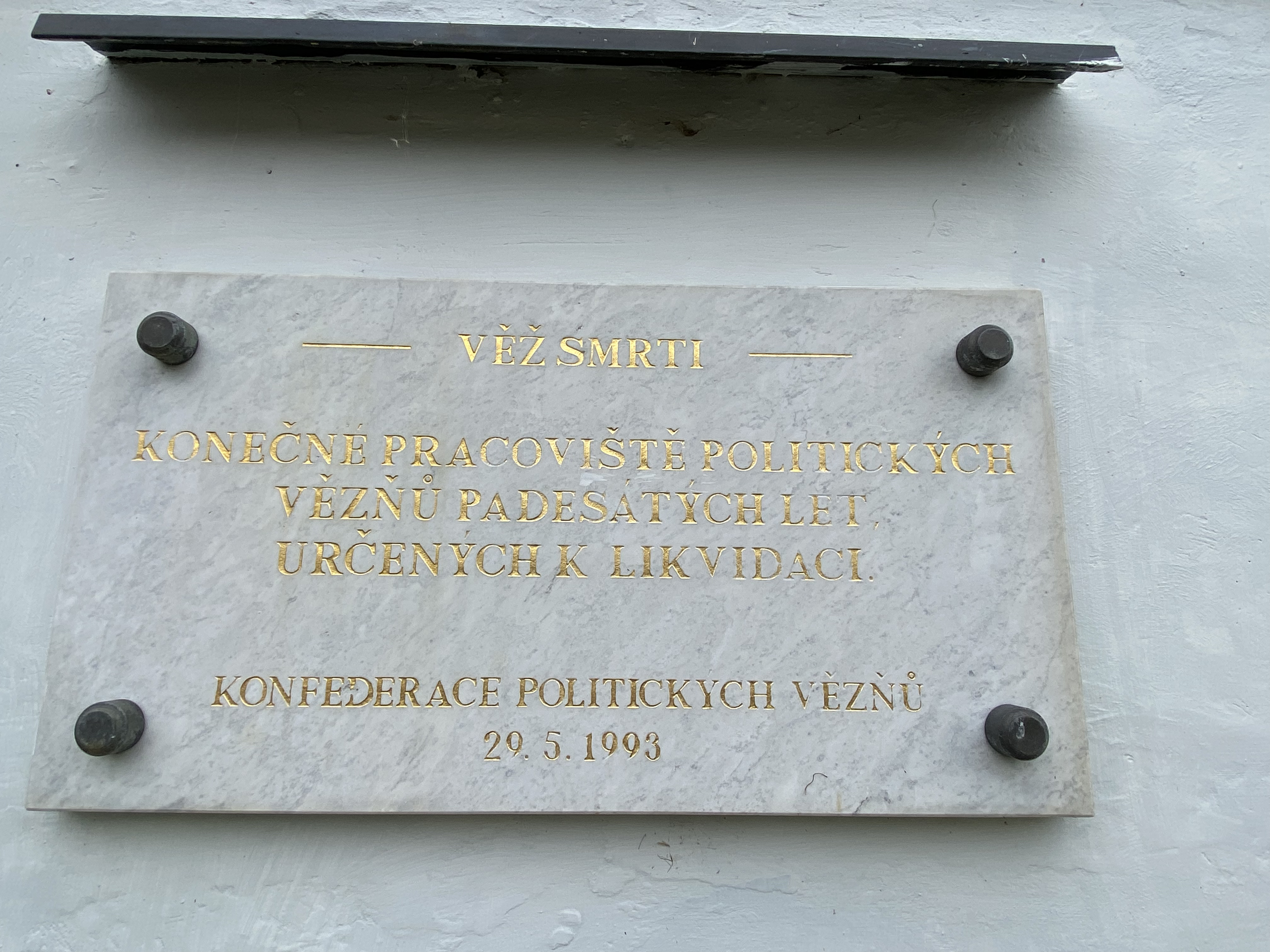
Infotafel (2021)
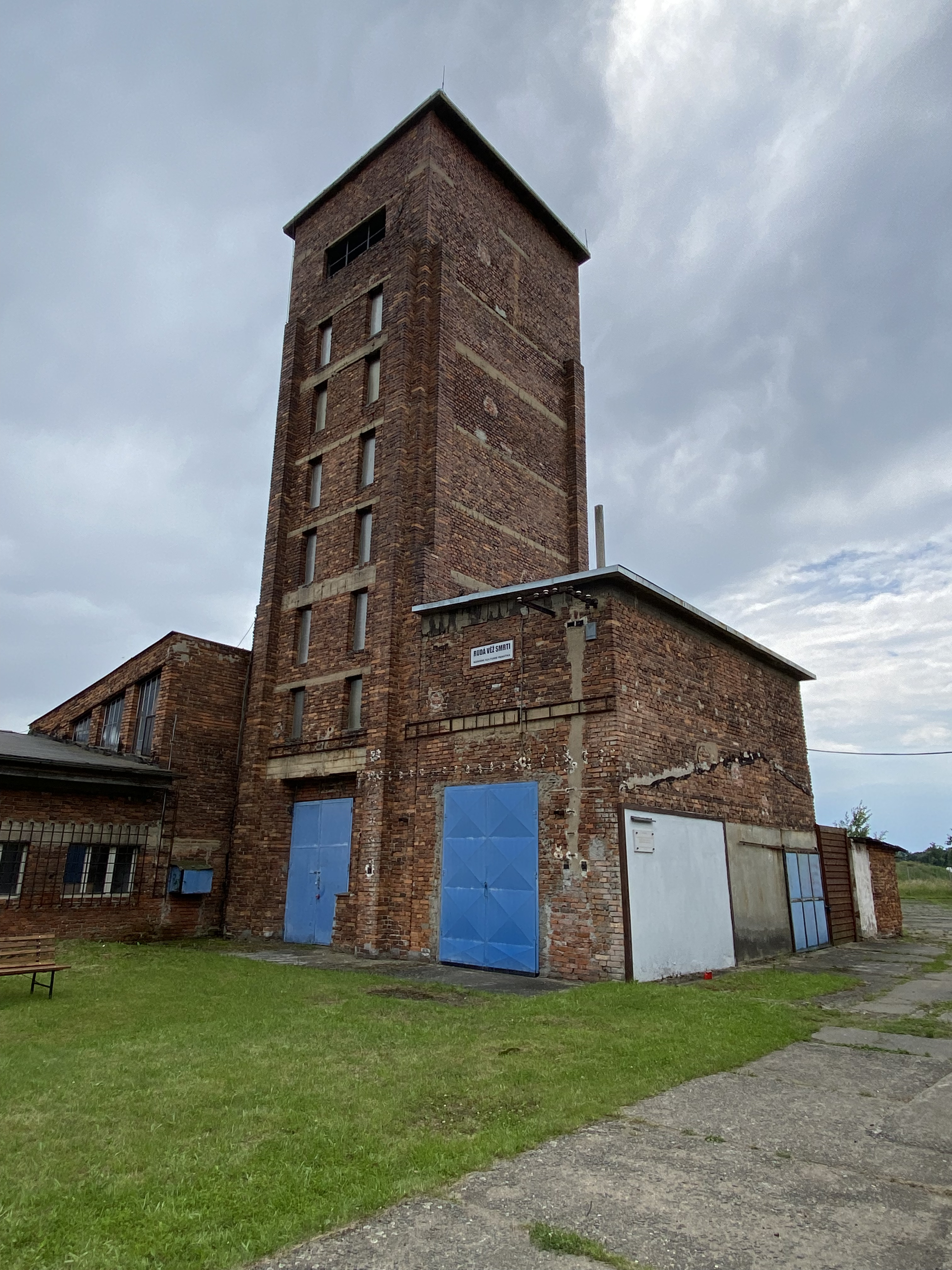
Turm von Osten (2021)

## Arbeitslager
Im Betriebsgelände wurde ein Strafgefangenenlager errichtet. Das als Vykmanov II bezeichnete Lager wurde im Februar 1951 gegründet und am 26. Mai 1956 aufgelöst. In zwei Baracken waren 150 Häftlinge untergebracht. Zwei weitere Baracken dienten als Lager, Küche und Verwaltung. Inhaftiert waren hier vor allem Geistliche und Intellektuelle. Sie galten als nicht umerziehbar. Der bei der Arbeit entstehende radioaktive Staub gelangte in die Atemwege der ungeschützten Häftlinge, aber auch ins Lager selbst. Damit war das Schicksal der Gefangenen bei längerem Aufenthalt besiegelt. Die bei der Auflösung des Lagers vorhandenen Häftlinge wurden in Arbeitslager nach Příbram gebracht.
An das Betriebsgelände angrenzend wurde am 1. März 1949 das Arbeitslager Vykmanov I für 520 Häftlinge gegründet, das als Zentrallager diente. Von hier aus wurden die Strafgefangenen auf die anderen Lager in der Bergbauregion verteilt. 1954 wurde zusätzlich ein Gefängnis errichtet. Nach dem Ende des Uranbergbaus blieben das Gefängnis und das Lager Vykmanov I in Betrieb. Von hier kamen die Arbeitskräfte für das im Gelände errichtete Škoda-Werk.

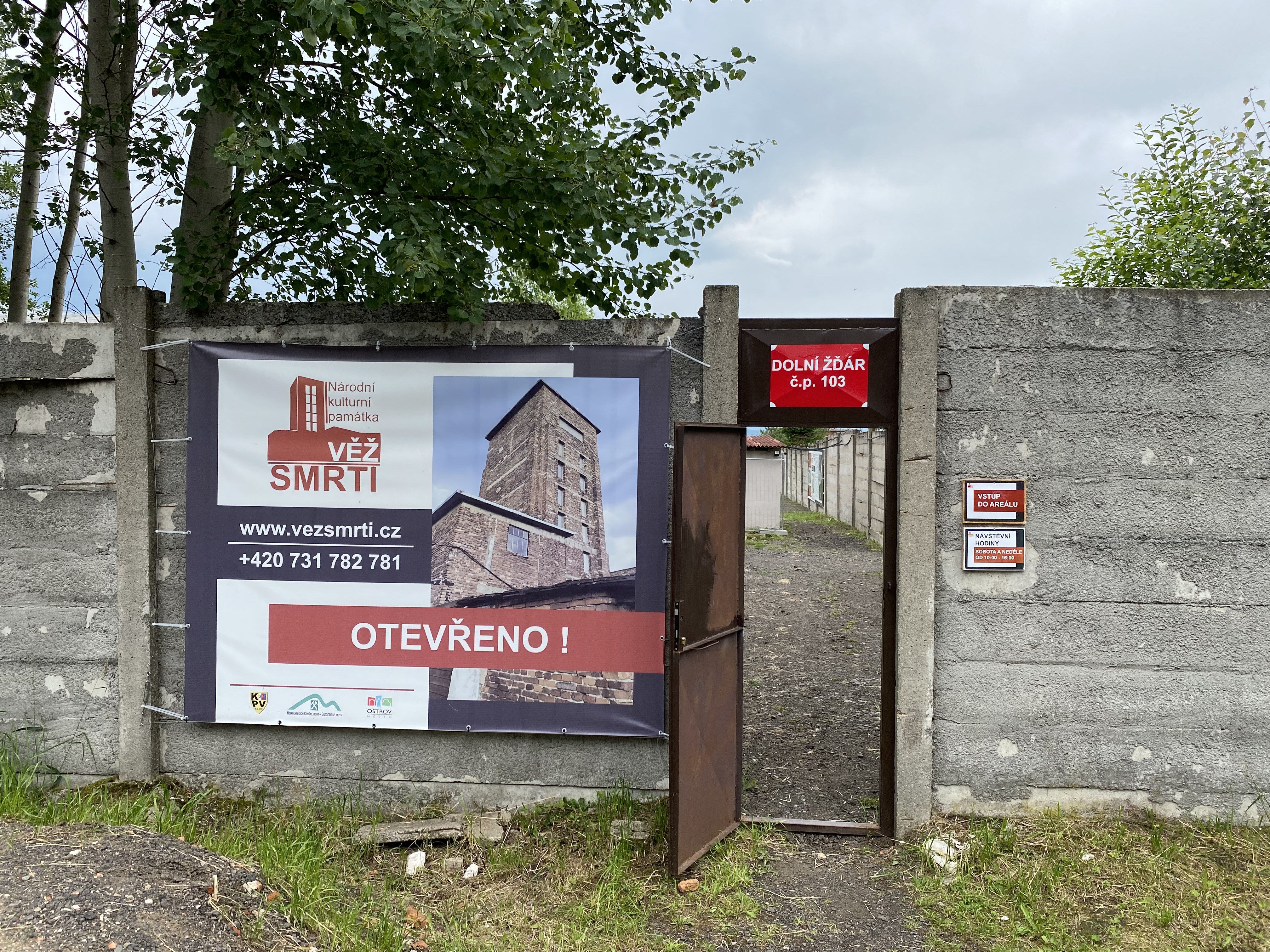
Banner am Eingang (2021)
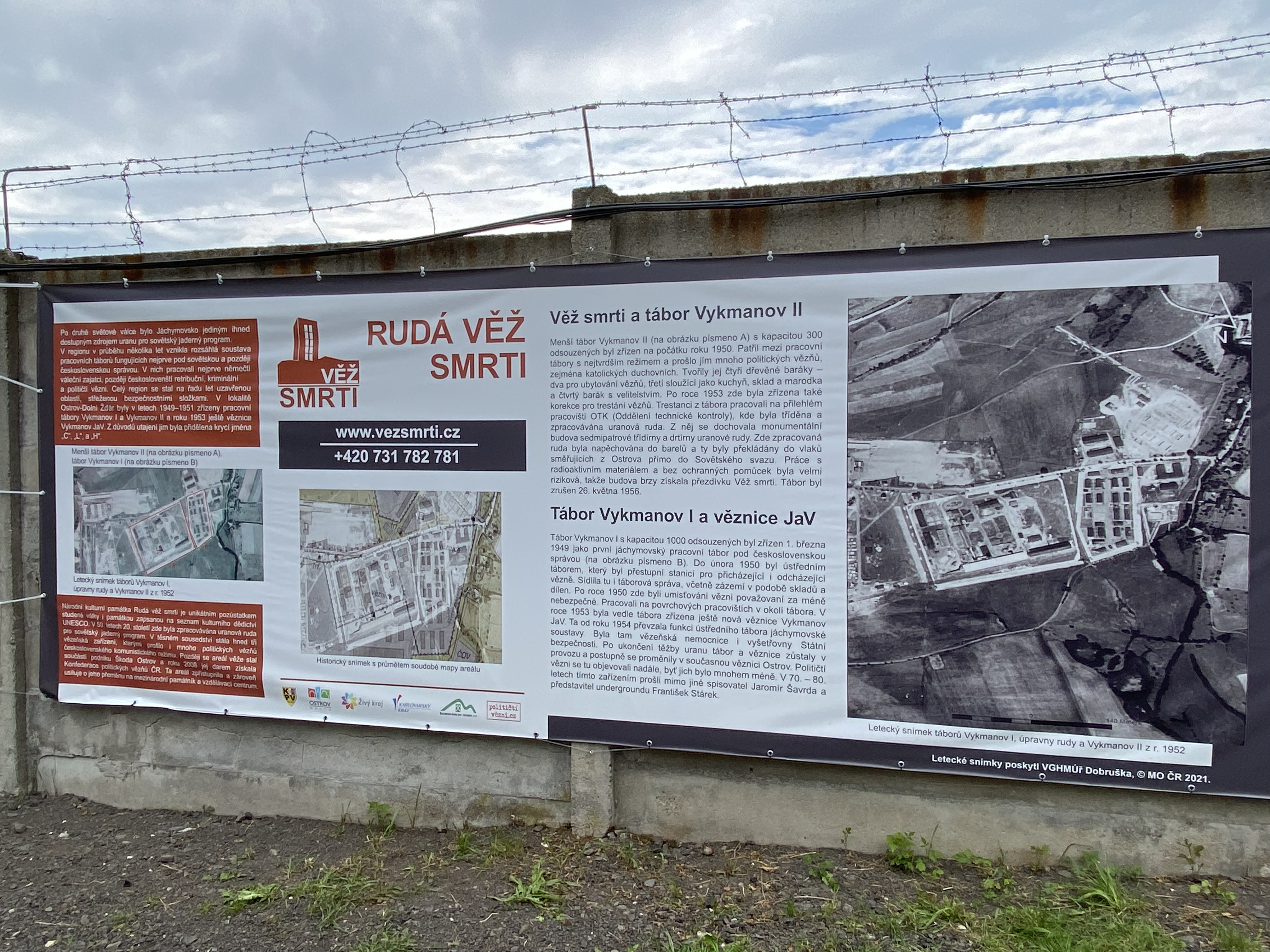
Information Arbeitslager (2021)
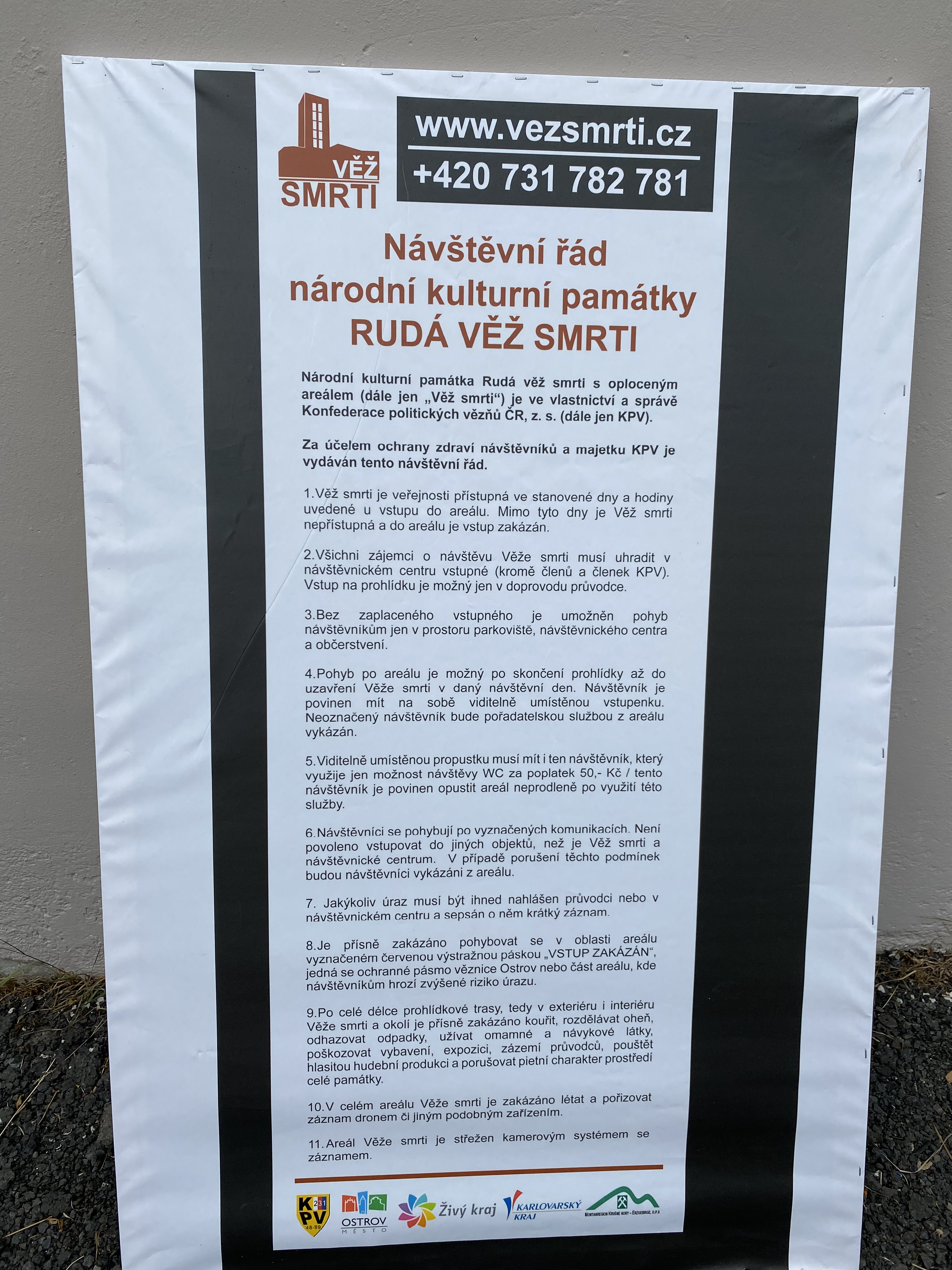
Besucherordnung (2021)

## Heute

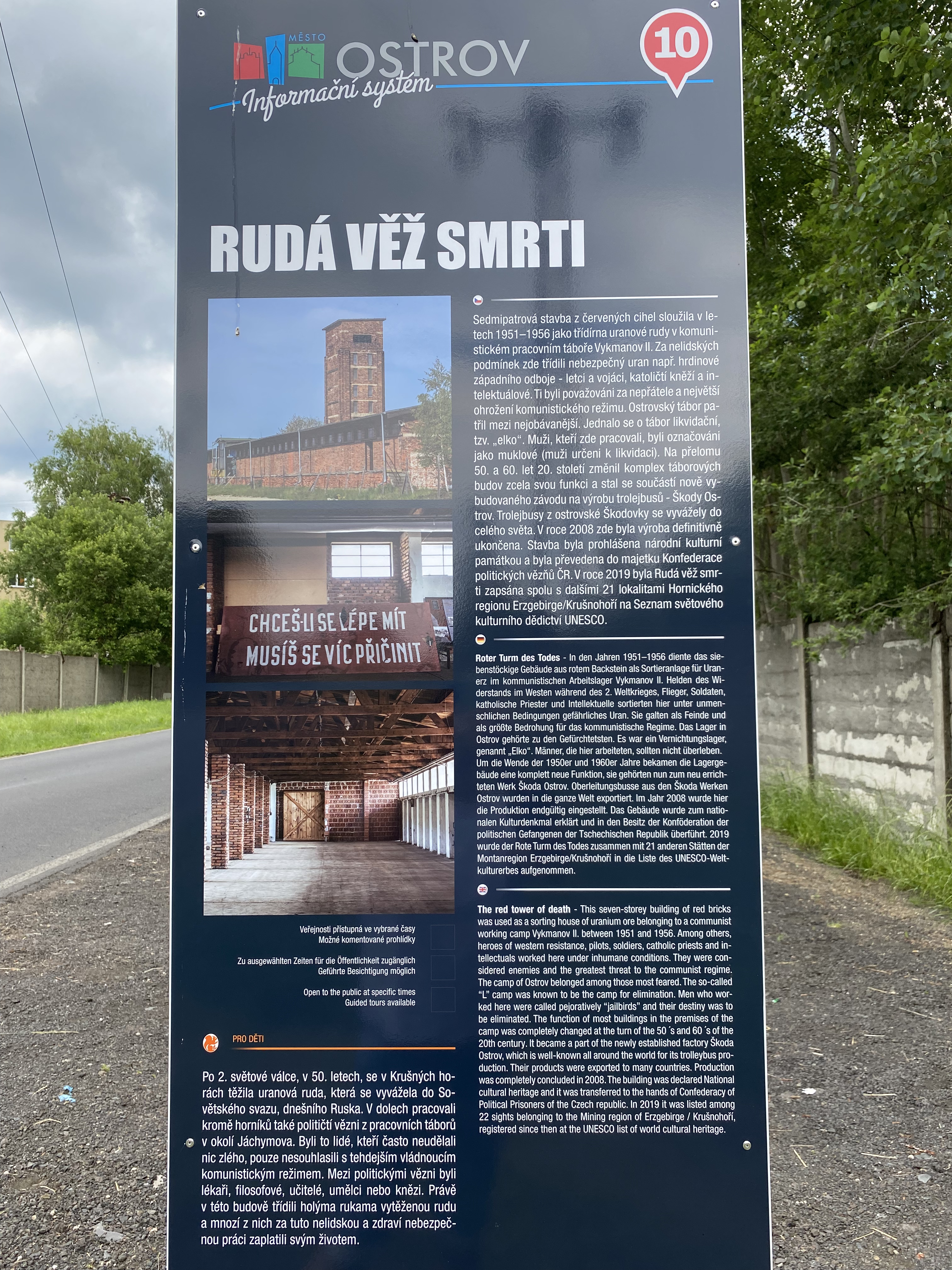
Infotafel am Eingang (2021)

Das nationale Kulturdenkmal dient als Symbol für die Leiden der politischen Gefangenen, die unter unmenschlichen Bedingungen in den Arbeitslagern um Jáchymov inhaftiert waren. Die dortigen Sachzeugen sind die einzigen noch erhaltenen Bestandteile einer Uranerzsortieranlage im Erzgebirge und Teil der Montanregion Erzgebirge/Krušnohoří des UNESCO-Welterbes. Das Gelände ist nicht frei zugänglich.